# Ґуркі (Білобжезький повіт)
Ґуркі (пол. Górki) — село в Польщі, у гміні Висьмежиці Білобжезького повіту Мазовецького воєводства.
У 1975-1998 роках село належало до Радомського воєводства.